# Xã Summerhill, Quận Crawford, Pennsylvania
Xã Summerhill (tiếng Anh: Summerhill Township) là một xã thuộc quận Crawford, tiểu bang Pennsylvania, Hoa Kỳ. Năm 2010, dân số của xã này là 1.236 người.